# Посев (гурт)
Посев (укр. Посів) — російський радянський рок-гурт, що існував у 1982—1985 рр. Перший гурт Єгора Лєтова. Був попередником гурту «Гражданская оборона». Назву отримав на честь дисидентського журналу «Посев», що видавався російською націоналістичною організацією НТС. У рамках проєкту виконувався гаражний панк, панк-рок, психоделія та експериментальні композиції. За час існування було записано 11 альбомів та два «живі» джеми, з яких збереглася приблизно половина.

## Історія
Створений проєкт наприкінці 1982 року Ігорем «Дохлым Егором» Лєтовим (голос, ударні, бас) і Андрієм «Боссом» Бабенко (електрогітара). З 1982 по 1983 записано п'ять альбомів, два із них — інструментальні, але назви втрачені (1982), а також: «Стратегия и тактика», «Пномпень», «Письма в далекий город Омск» (1983), всі п'ять альбомів втрачені. У 1984 році постійним учасником групи стає Євгеній «Джон Дабл» Деєв (бас) і літом цього ж року цим складом записані альбоми: «Всякие картинки» і «Дождь в казарме».

Пісня з останнього Наталією Чумаковою була опублікована 12 січня 2022 року. 
Літом 84 р. вийшов 1-й альбом (оригін.) «Посева» — «Всякие картинки» і через якийсь проміжок часу — другий «Дождь в казарме». В цих альбомах «Дохлый Егор» вперше проявив себе як вокаліст. Тексти всіх пісень написані ним. Муз. матеріал являв собою суміш Reggae / New Wave / Punk і Heavy Metal. Записи були зроблені в домашних умовах. Після двох перших LP були записані сінгли групи, які мали характер jam session. Літом 84 року з'явилась пісня «На наших глазах», яка отримала надто велику популярність як hit «Гражданской обороны», але не була включена ні в один альбом «Посева» по безглуздим причинам. В червні 84 Possev також записали поодинокі записи з піснями «Смерть в казарме» і «Ихние места». Уперше в групі був застосований метод overdubbing («накладення» муз. доріжок). Група остаточно закріпилася в складі «Босс» (ел. гітари, задній вокал), John (bass) і «Дохлый Егор» (вокал, ударні, бас-гітара).
У серпні до них приєднався Олег Івановський (акустична гітара, бас), і записуються альбоми «Музыка любви» и «Сказки старого юнги». 
Alex вніс в групу великі зміни — якщо в ранній творчості «Посева» домінувала імпровізація, то тепер на перше місце вийшла композиційна витонченість і лаконічність. Також Alex вніс інтонації (які характерні баладі) з великою долею психоделії. Група ще більше повернула в сторону нової хвилі і регі. В «Музыке любви» вперше з'явився hit — пісня «Я бесполезен», а в «Сказках» супер-хіти «У меня двоится в глазах», «Снаружи всех измерений» — які отримали величезне поширення в «ГО», і по суті прославляла її.
Ще в «Сказках» була пісня «Возвращение домой». У вересні (вже без участі Олега Івановського) записується альбом «Reggae, punk & rock'n'roll», признаний Єгором Лєтовим найкращим альбомом групи, і який став останнім альбомом «Оригинального Посева», після якого група розпалась.
Композиційність і різнобарвність стали основною ідеєю. В альбом ввійшли пісні «Reggae (ты даёшь мне кайф», «Punk и Rock'n'Roll», «Осенняя песня» (перший досвід психоделії), «Само собой» (перша проба пера в стилі ska), «Мама, мама…» (superhit як у «Посева», так і у ГО) і ін. [В записі брав участь Сергій «Домой», як задн. вокаліст] По суті музичний склад альбому пояснює його назву. «Reggae и Punk» стають most-have піснею альбому. Але група дійшла до повного творчого виснаження — поетичного і духовного. Вона досягла всього, що можливо було у складі, в якому вона знаходилась. Розпад був неминучий, і він стався. У Лєтова була спроба створити групу «ЗАПАДЪ» з Іваном Моргом і Рябіновим. І вони зробили більше 6 сешенів і відомо, що було записано 4 пісні: «Западъ», «Сказочка», «Ночь», «Мокрая газета» і ін., але в групі було «два лідера», тому вона розпалась. Восени ’84 «Дохлый Егор» почав шукати нових музикантів, які хотіли грати новітню музику, і він знайшов (Андрій «Босс» Бабенко, Костянтин «Кузя» Рябінов, пізніше Андрій «Курт» Васін.
24 серпня 1985 року був записаний останній альбом групи «Сделай сам» в складі: Лєтов, Івановський, Рябінов. У документі «Краткая история Г. О.» за 1986 рік склад групи згадується як «Alex и Г. О.», хоча при перевиданні у 2005 році альбом був віднесений до «Посев».
МАЛИНОВАЯ СКАЛА, зап. 24.08.1985 г., 12.10.1989 г.
Пісня із альбому «Сделай Сам», яка неймовірним, абсурдним образом створилась в час власне існування «Гражданской Обороны». Проект виник спочатку як просто jam хороших друзів, які давно не бачились і не грали разом.
Олег Івановський — акустична гітара, іноді бас; Кузьма — бас, підспівування; я — голос, ударні.

Івановський грав перебором, на акустичній гітарі, що при накладенні на панк давало нереально, якийсь надзвичайний відсторонений, при цьому загострений, якийсь хижацько-трагічний сюрреалістичний ефект, не знаю, як це словами описати. При цьому були з ходу складені і записані «Я бесполезен», «Дети спят», «Так далеко» і інші. Якось так получилось, що ми більше не зустрічались, як і з Андрієм Бабенком, який поїхав з сім'єю у Вінницю. «Посев» закінчився. В принципі із «Сделай Сам», особливо із манери гри Івановського — монотонної, витонченої і ніжної, яка була не в залежності від того, в якому би стилі грали всі інші, вийшов весь наступний панк і постпанк «Гражданской Обороны», особливо 1988-89-ті роки.
 Альбоми «Посева» ніколи не поширювались як такі, оскільки такими по суті і не були. Однак у березні 1985 року з'явились бутлеги «История омского панку: том 1» і «История омского панку: том 2», збірники записів «Посева», «Г. О.» і групи «Западъ» 1984—1985 років. Окрім того, в 1989 році в рамках «Гражданской обороны» був складений збірник «История: ПОСЕВ 1982-85», який включив в себе перезаписані композиції «Посева» і оригінальні записи 1984—1985 років.

У 2023 році Наталія Чумакова збирається випустити всі записи (які збереглись) «Посева»:
Довго вирішувалася, і все ж таки зібралася приготувати до випуску всі записи «Посева», що є у мене. Мені ще доведеться зрозуміти, що це взагалі таке. Загалом, ось шматочок альбому «Дощ у казармі»; як і багато з «Посевов», це певна компіляція з різних віршів приблизно одного часу, в даному випадку — передноворічних, 1983 року.
10 вересня 2023 року за допомогою лейбла Выргорода Наталія Чумакова випустила альбоми Посева «Дождь в казарме» і «Всякие картинки».
3 грудня вийшли альбоми «Reggae, Punk & Rock'n’Roll» і «Смерч. Летние записи»
Два наступних альбоми «Посева», які ми підготували до випуску з видавництвом «Выргород», — це «REGGAE, PUNK & ROCK'N’ROLL» і «СМЕРЧ».
Про перший з цих альбомів Єгор писав у вихідних даних збірки «История омского панка, часть 1» у березні 1985 року: «Композиції наступного і, мабуть, найвдалішого альбому POSSEV'а — REGGAE, PUNK & ROCK'N'ROLL практично виявилися майже повністю закінченими та обробленими у комерційному відношенні». Потрібно сказати, що на той момент він вважав його останнім і найкращим альбомом гурту, оскільки «Гражданская оборона» вже існувала майже півроку, а з «Посевом», як він думав, вже було покінчено (що не завадило влітку записати ще один, на цей якщо справді останній, альбом «Сделай сам!»).
І правда, в REGGAE, PUNK & ROCK'N’ROLL нема довгих імпровізацій, пісні цілком оформлені в жанровому відношенні. Деякі треки згодом стали відомими уже на альбомах «Г. О.» — це в обрізаному вигляді «Осенняя песня» і особливо «Мама, мама».
Що стосується «Смерча», він складених із двох, як висловлювався Єгор, студійних out-take'ів, які були записані літом 1984 року. Назву йому я дала за тим же принципом — як Єгор називав свої альбоми — по найхітовіший із цих шести пісень (згодом також відомою як «Рваные бусы»).
Точні дати записів невідомі, але можна з упевненістю сказати, що «Смерч» (як і «Смерть в казарме») був складений у шпиталі, де Єгор до 3 липня проходив переогляд з приводу непридатності до військової служби — відповідно, сесія відбулася після його виписки. Тим не менш, у котушки був вкладиш, який вказує на те, що частина записів зроблено у червні. Весь цей час Єгор дуже переживав, що його відправлять служити, чому й народився цей похмурий «шпитальний» цикл (і вірші, написані після отримання повістки).
Як і раніше, я в обробці мінімально торкаюся звуку, прибираючи тільки клацання та провали, неминучі на записах цього часу.

Наталія Чумакова, 30.11.2023.
Пізніше виявилось, що пісня з альбому Reggae, punk & rock'n'roll «Само собой» була втрачена при численних оцифруваннях, тому в березні 2024-го року була випущена додатковим диском.

17 червня 2024 року були выпущені останній альбом «Посева» «Сделай сам» та записаний при участі Валерія Рожкова в травні 1985 року джем-сейшн «Семинар»
Ми продовжуємо випускати «Посевы», настала черга ще двох катушок, що належать до цього проєкту. Перша — з відомим і єдиним для цього проєкту оформленням, тобто з пантонімою Олега Івановського. Це альбом «Сделай сам», про який досі мало що було відомо достоіменно.
Тільки нещодавно серед чернеток виявився розпис цього альбому. З'ясувався, наприклад, такий дивовижний факт, що спочатку він називався «Сделайте сами» і був атрибутований як «ALEX & ГРАЖДАНСКАЯ ОБОРОНА». Я вважаю, що потрібно взяти на озброєння наступне рішення Єгора і віднести його до «Посеву». Список пісень та дати теж взяті з цього розпису.
Тепер щодо другої катушки. Вона підписана Єгором як «Possev + Flirt», тобто на ній має бути Валерій Рожков, лідер групи «Флирт», який грав у той час на флейті. Відомо, що навесні 1985 року він приїжджав до Омську і записав джем із Єгором та Кузьмою. Однак флейту чути лише на трьох треках першої сторони, тому точно сказати, коли і ким (крім Єгора) записано все інше, поки що неможливо. Якщо комусь щось про це відомо, буду рада будь-яким відомостям.
Я, як завжди, намагалася мінімально втручатися у звучання, обмежуючись реставрацією проблемних ділянок. Місцями, втім, плівка була такою мірою погана, що неможливо нічого розібрати. Але для запису сорокарічної давності її стан можна без перебільшення назвати чудовим.

Наталія Чумакова, травень 2024 року.

## Дискографія
- Два інструментальних альбоми — 1982 — втрачені (Лєтов, Бабенко)
- Стратегия и тактика — 1983 — втрачений (Лєтов, Бабенко)
- Пномпень — 1983 — втрачений (Лєтов, Бабенко)
- Письма в далёкий город Омск — 1983 — (Лєтов, Бабенко)
- Всякие картинки — літо 1984 (Лєтов, Бабенко, Деєв) видано «Выргородом» 10 вересня 2023 року[7]
- Дождь в казарме — літо 1984 (Лєтов, Бабенко, Деєв) видано «Выргородом» 10 вересня 2023 року[8]
- Смерть в казарме (сингл) — літо 1984 року (Лєтов, Бабенко, Деєв)[10]
- Сказки старого юнги — серпень 1984 року (Лєтов, Бабенко, Деєв, Івановський)
- Музыка любви — серпень 1984 року (Лєтов, Бабенко, Деєв, Івановський)
- Reggae, punk & rock'n'roll — 9-го вересня 1984 (Лєтов, Бабенко, Деєв) видано «Выргородом» 3 грудня 2023 року[9]
- Сделай сам — 24.08.1985 та 26.08.1985 (Лєтов, Івановський, Рябінов) видано «Выргородом» 17 червня 2024 року

Збірники, які мали композиції «Посева»
- Гражданская оборона — История: ПОСЕВ 1982—85 — 1989 (перевиданий з бонусами у 2005 році)[13]: і власне перевидання[14]:
- Гражданская оборона — История Омского панку: том 1 («Посев», «Западъ», «Г.О» збірник 1984—1985)
- Гражданская оборона — История Омского панку: том 2 («Посев», «Г.О» демозбірник 1984—1985)
- Посев — Смерч. Летние записи («Посев», збірник out-take записів, червень-початок липня 1984) видано «Выргородом» 3 грудня 2023 року[10]
- Посев — Семинар («Посев», «Г.О», збірник out-take записів, 1984—1985) видано «Выргородом» 17 червня 2024 року

Неофіційні збірники і бутлеги, які мали композиції «Посева»
- Гражданская оборона — Панк и рок-н-ролл (Не плутати з «Reggae, Punk & Rock'n'Roll»), (Сборник 1984—1985, має записи «Г.О» і пісні «Посева» і «Западъ»)[15]:
- Гражданская Оборона — Поносные звучания II (збірник 1985—1986, має в собі записи «Посева» і «Г.О»)[16]: